# Nagroda im. Macieja Nowickiego
Nagroda im. Macieja Nowickiego, nagroda architektoniczna przyznawana od 2007 w konkursie za innowacyjne rozwiązania w architekturze polskiej. Organizatorem konkursu jest czasopismo Architektura i Biznes.

## Laureaci
| Edycja | Rok  | Laureat | Zwycięski projekt                                                         | Zwycięski projekt |       |
| ------ | ---- | --- | ------------------------------------------------------------------------- | ----------------- | ----- |
| I      | 2007 | pracownia Ingarden Ewy Architekci w składzie: Krzysztof Ingarden, Aleksander Janicki, Jacek Ewý oraz zespół | Pawilonu Polskiego prezentowanego na wystawie Expo 2005 w Aichi w Japonii |                   | [ 2 ] |
| X      | 2016 | Tomasz Mielczyński                                                                                          | dom jednorodzinny Bio-Arka                                                |                   | [ 3 ] |
| XIII   | 2019 | Daria Olczyk, Aleksandra Ściborowska                                                                        | Farm Houses                                                               |                   | [ 4 ] |
| XIV    | 2020 | Agnieszka Dąbek                                                                                             | Oddział Warszawa                                                          |                   | [ 5 ] |
| XIV    | 2020 | Klaudia Gołaszewska, Marek Grodzicki                                                                        | Airscraper                                                                |                   | [ 5 ] |